# ノエシス
ノエシス（独: Noesis、希: noēsis）はフッサールの現象学において、ノエマに対して意識の機能的、作用的側面をさす用語であり「行相」とも言われる。

## 概要

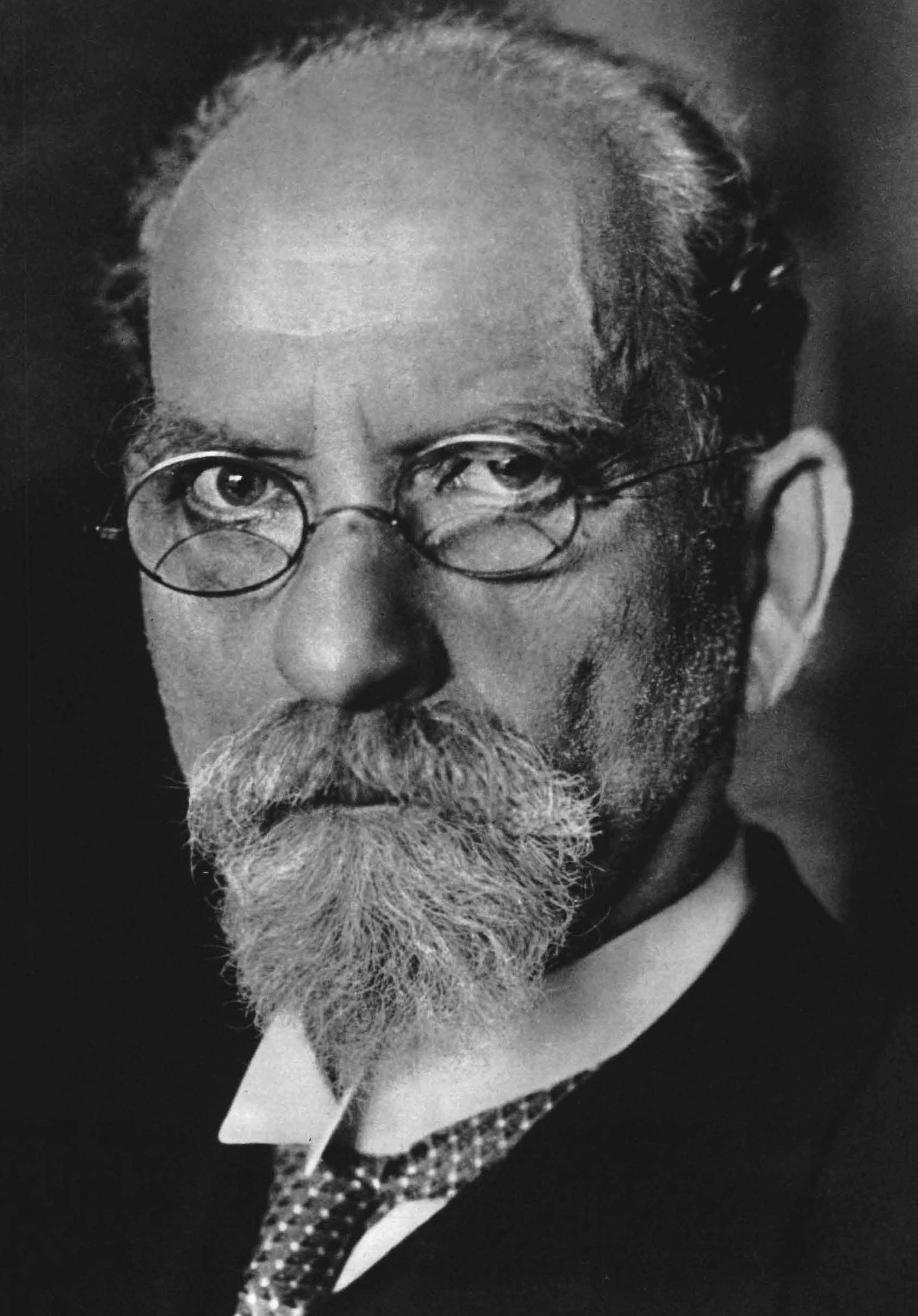
フッサール 1910年

フッサールの現象学では、ノエシス的契機といった呼び方もある。あえてギリシア語を用いたのは意識作用が単純な事実の過程ではなく志向的な体験であり、有意味的作用であり理性によって生命づけられた純粋作用で有ることを表すためであるといわれている。
ノエシスはヒューレ（質料）や感覚与件を生気づけて意味を付与し、これを「意味」とする意識の働きをさす。ノエシスはヒューレとともに志向体験を実際に構成している要素であり、実的（希: reell）要素となる。
西田幾多郎は「自覚的一般者」の構造をノエシス面とノエマ面とに分ける。例えば「赤いコレ！」では「赤い」がノエシス面で、「コレ！」がノエマ面に相当するが、ノエシス面が時間の経過と共に変化する「働き」であるのに対して、ノエマ面はノエシスによっては何処までも不可知なままである。このことに対して西田は現象学ではノエマは意識現象の対象面としてしか捉えておらず、意識現象の一部分にすぎないと批判的に論評している。